# Oleg Vladimirovich Krasilnikov
Oleg Vladimirovich Krasilnikov (ou Krasil'nikov) (Sulukta, 14 de setembro de 1950 —  Recife, 30 de agosto de 2011) foi um professor titular soviético, biofísico que trabalhou e viveu no Uzbequistão e no Brasil. 

## Biografia
Krasilnikov nasceu em 14 de setembro de 1950 em Sulukta no Quirguistão Soviético. Filho de Vladimir Sergeyevich Krasilnikov, um engenheiro de minas de carvão e Ekatherina Yakovlevna Krasilnikova, uma economista. Em 1967, Oleg formou-se com honras no Colegial, na cidade de Sulukta, ganhando uma medalha de prata.
Em 1967, ingressou na Faculdade de Biologia da Universidade Estatal de Tasquente (atual Universidade Nacional do Uzbequistão). Na Faculdade de Biologia recebeu uma especialização no Departamento de Biofísica. Em 1973 formou-se em Ciências Biológicas com honras pela Universidade e começou a trabalhar no Laboratório de Biofísica (chefe - Dr. B.A. Tashmukhamedov), no Instituto de Bioquímica vinculado à Academia de Ciências do Uzbequistão. Neste laboratório, continuou a estudar a viabilidade de várias toxinas na formação de canais iônicos em membrana lipídicas. E logo defendeu a tese do PhD. Em 1989 publicado seu livro e defendida sua tese de doutorado, pela Universidade Estatal de Moscou. Neste mesmo ano, Oleg Krasilnikov se tornou Chefe do Laboratório de Fisiologia Molecular no Instituto de Fisiologia e Biofísica da Academia de Ciências do Uzbequistão. O título de professor titular da Academia de Ciências do Uzbequistão foi recebido em 1993.
Em 1993, Oleg Krasilnikov veio ao Brasil a convite do professor Romildo de Albuquerque Nogueira, a fim de promover uma cooperação com grupo de pesquisa dele do Departamento de Biofísica e Radiobiologia (DBR) da Universidade Federal de Pernambuco (UFPE), com a missão de desenvolver métodos experimentais de estudo de canais iônicos. A partir de 1993 Oleg passou a desenvolver atividades de pesquisa e ensino sendo bolsista da CAPES e CNPq e em 1998 assumiu o cargo de professor visitante. Já no Brasil Oleg passa a dominar a língua portuguesa e começando a ministrar aulas para estudantes de graduação e pós-graduação. Em 2002, já lecionava regularmente vários cursos de biofísica na Universidade Federal de Pernambuco (UFPE). No mesmo ano, foi aprovado em concurso público e passou a ser professor adjunto do DBR e Chefe do Laboratório de Biofísica das Membranas (LBM). Em 2011, foi nomeado professor titular da UFPE. Atuou por vários anos como membro da Sociedade Brasileira e Americana de Biofísica. Oleg orientou 11 teses de doutorado e 26 dissertações de mestrado na área de Biofísica. Sua lista de publicações inclui mais de 100 artigos em revistas, uma monografia (livro), duas patentes de invenções patenteados no Estados Unidos. Dezenas de alunos de iniciação científica participaram, sob sua orientação, de estudos biofísicos tanto no Uzbequistão tanto no Brasil.

## Atividade científica
No Instituto de Bioquímica da Academia de Ciências do Uzbequistão, Krasilnikov começou a pesquisar a ação da α-hemolisina, proteína toxica sintetizada pela bactéria Staphylococcus aureus, na interação com células e bicamadas lipídicas (membranas artificiais) mostrando que a toxina se integra facilmente como na membrana celular, tanto na bicamada resultando na formação de canais iônicos. Este trabalho teve sua continuação junto ao Instituto de Fisiologia e Biofísica da Academia de Ciências do Uzbequistão. Essas descobertas levaram ao entendimento: 
1. Da existência de toxinas formadoras de poros em membranas;
2. Papel de toxinas como fatores determinantes da alta virulência bacteriana;
3. De que a habilidade dessas toxinas em formar poros trans membranares determina o mecanismo de ação dessas toxinas e algumas antibióticos, incluindo Polimixina B, Gramicidina S.

Os tipos de canais investigados foram expandidos significativamente e incluíram toxinas formadoras de poros do veneno da aranha viúva-negra, Melittina da abelha, proteínas tóxicas de bactérias patogênicas, como as da Staphylococcus aureus, Bacillus cereus, Shigella, Pasteurella e outras. A estrutura do modelo do canal proteico da estafilotoxina, sugerida por Oleg Krasilnikov juntamente com colegas deste período foi confirmada por outros autores por meio da análise de difração de raios-X da cristalografia da toxina cristalina.
No laboratório em Tasquente foi desenvolvido um método de estimação de diâmetro de canais iônicos incorporados em bicamadas lipídicas artificiais usando moléculas de polímeros (polietileno glicol - PEGs - com diâmetro e peso molecular conhecido) (Método de exclusão de polímero diferencial), que encontrou aplicação na prática biofísica de pesquisa. Foi mostrado que através de um canal de estafilotoxina (α-hemolisina) são capazes de passar não só de íons, mas moléculas maiores de diversos pesos moleculares e diâmetros de polietileno glicol, por diâmetros dos quais pode ser empiricamente avaliar o diâmetro do canal. Para isso é necessário obter as seguintes medidas: a condutância elétrica do canal iônico inserido na membrana + de condutividade elétrica das soluções que banham o canal e a membrana na presença e ausência  de polietileno glicol (PEG) ou outros não-eletrólitos. Com esses parâmetros, foi estabelecida teoricamente e confirmada empiricamente uma fórmula para encontrar o fator de enchimento do canal com moléculas de PEGs (não-eletrólitos) e assim estimar o diâmetro do canal. No Brasil foram feitos pesquisas alem de de toxina do St. Aureus, toxinas, produzidos por E. Coli, V. Cholerae, B. Antracite, e ets.  Foi dada ênfase ao estudo α- toxina do Estafilococo - a sua capacidade dar a passar através dele o fluxo do moléculas dos polímeros e a reconhecer a molécula. Isso chamou atenção dos pesquisadores e foi colocado como base no construção do nano sequenciador do DNA.  
Foi mostrado a possibilidade de uso de diferentes moléculas de PEG nas duas extremidades do canal proteico, incorporado no bicamada, para a avaliação do diâmetro e da sua geometria interna dos poros. Proposto o método para aumento múltiplo de sensibilidade (resolução) do canal para reconhecer as moléculas através da aplicação de altas concentrações de sais (4M KCl e outros) de tampões banhantes a membrana. Graças a isso, um único nanoporo (canal), formado por α- estafilotoxina em bicamadas lipídicas pode servir de forma semelhante a espectrômetro da massa para moléculas de polímeros. A capacidade de resolução (reconhecimento) cresceu até 40 Da, o que pode ser usado como base da fabricação nano sequenciadores de DNA de nova geração. Em colaboração com o eletrofisiologistas japoneses, o método de sensoriamento de polímeros foi aplicado para o estudo do canal CFTR. Atualmente o laboratório, onde Oleg trabalhou, leva o seu nome. Índice h para suas publicações é 21.